# Bixente Lizarazu
Bixente Jean-Michel Lizarazu (baskijska wymowa: [biˈʃente lis̻aˈɾas̻u]; ur. 9 grudnia 1969 w Saint-Jean-de-Luz) – francuski piłkarz pochodzenia baskijskiego, występujący na pozycji lewego obrońcy.
Lizarazu zaczynał swoją profesjonalną karierę piłkarską w klubie Girondins Bordeaux, z którym w 1996 roku grał w finale Pucharu UEFA przeciwko Bayernowi Monachium. Następnie, w latach 1996–1997, występował w działającym w Kraju Basków klubie Athletic Bilbao, w którym był pierwszym w historii piłkarzem urodzonym poza Hiszpanią. Jego seniorska kariera klubowa jest jednak w większości związania z Bayernem Monachium, do którego trafił w 1997 roku. Z klubem z Bawarii sześć razy zdobył mistrzostwo Niemiec (1999, 2000, 2001, 2003, 2005, 2006) i pięć razy Puchar Niemiec (1998, 2000, 2003, 2005, 2006), a ponadto wygrał Ligę Mistrzów i Puchar Interkontynentalny w 2001 roku. W 2004 roku podpisał wprawdzie kontrakt z Olympique Marsylia, jednak po 6 miesiącach, w styczniu 2005 roku, wrócił do Bayernu.
W reprezentacji Francji Lizarazu zagrał 97 razy. Z kadrą narodową wywalczył mistrzostwo świata w 1998 roku i mistrzostwo Europy w 2000 roku, zdobył również Puchar Konfederacji w 2001 i 2003 roku. Grał także na Mistrzostwach Świata w 2002 roku, 
Po zakończeniu kariery piłkarskiej wywalczył mistrzostwo Europy w brazylijskim jiu-jitsu w kategorii niebieskie pasy na zawodach przeprowadzonych w Lizbonie w dniach 30 stycznia–1 lutego 2009 roku. Poza tym na piłkarskiej emeryturze współpracował z mediami (m.in. z niemiecką telewizją RTL i francuską rozgłośnią Radio France, dla której m.in. komentował mecze Mistrzostw Świata w 2010 roku) oraz był mistrzem ceremonii podczas losowania grup turnieju finałowego Mistrzostw Europy w 2016 roku.